# 三氯化钒
三氯化釩是一种無機物，化學式為VCl3，呈紫色，是制备其他三價釩化合物的原料。

## 結構
VCl3與BiI3有相同結構，都是六方最密堆积。VBr3和VI3都採用一樣的結構，但VF3結構與ReO3更接近。VCl3有兩個不成對電子，具有順磁性。

## 製備與反應

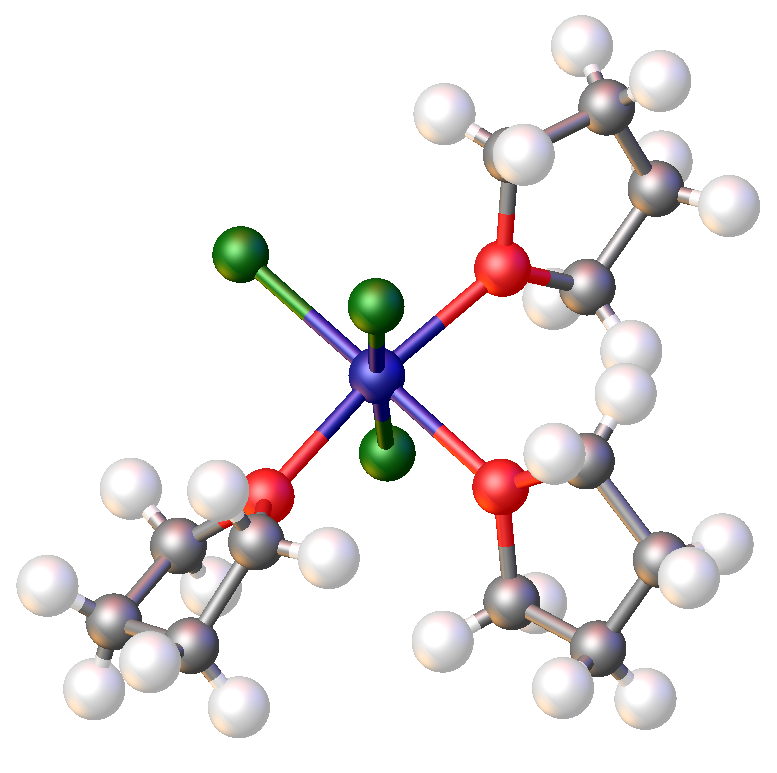
三氯化钒与四氢呋喃(THF)生成的VCl3(THF)3结构

VCl3可由加熱VCl4至160-170 °C並通入稀有氣體氣流帶走Cl2製備。這種亮紅色液體會轉化為紫色固體。繼續加熱VCl3，VCl3會發生歧化反應生成VCl4和VCl2。675 °C（但少於700 °C）时可用氢气将VCl3还原成青綠色的VCl2。
2 VCl3  +   H2  →   2 VCl2  +  2 HCl

### 配合物
VCl3可形成各種各樣不同顏色的加合物和衍生物。
VCl3溶於水中生成6水合物，但其化學式會令人產生誤解：[VCl2(H2O)4]Cl.2H2O。換言之，2mol水沒有與釩離子連接，這種結構與三價鐵離子的配合物很相似。在水溶液中水分子取代[VCl2(H2O)4]+的兩個氯離子，會生成綠色[V(H2O)6]3+離子。
VCl3溶於四氫呋喃可形成紅色或粉紅色加合物VCl3(THF)3。而溶於乙腈中則形成綠色加合物VCl3(MeCN)3。
當溶於KCN時，VCl3轉化為[V(CN)7]4-。對於前过渡金屬來說，与小配体形成配位數大於6的配合物很普遍。相对而言，后过渡金屬可以与体积较大的配体形成配合物。例如VCl3(NMe3)2，包含兩個龐大的NMe3配体。

### 有機金屬化合物的前体
活潑的V(mesityl)3與VCl3可合成有機金屬化合物的前体。
VCl3(THF)3  + 3 LiC6H2-2,4,6-Me3  →   V(C6H2-2,4,6-Me3)3(THF)  +  3 LiCl
這種物質可以結合CO，在適當條件下也能结合N2。